# Maria Sofia de Neuburg
Contesa Palatină Maria Sofia Elisabeta de Neuburg (6 august 1666 – 4 august 1699) a fost regina consort a Portugaliei ca a doua soție a regelui Petru al II-lea din 1687 până la moartea ei în 1699.

## Familie
Maria Sofia a fost al 11-lea copil al lui Philip Wilhelm, Elector Palatin și a celei de-a doua soții a acestuia, Elisabeta Amalia de Hesse-Darmstadt. Ea a avut 16 frați și surori, dintre care cei mai notabili au fost:
- Johann Wilhelm, Elector Palatin;
- Carol al III-lea Filip, Elector Palatin;
- Eleonore Magdalena, soție a lui Leopold I, Împărat al Sfântului Imperiu Roman;
- Maria Anna, soția regelui Carol al II-lea al Spaniei.

## Regină a Portugaliei
În 1687 Maria Sofia s-a căsătorit cu regele văduv Petru al II-lea al Portugaliei la patru ani după decesul primei soții, Maria Francisca de Savoia. 
Se presupune că Ludovic al XIV-lea al Franței a fost "foarte necăjit" de decizia lui Petru de a se căsători cu fiica Electorului Palatin și nu cu o prințesă franceză așa cum spera.